# Gare de Thenissey
La gare de Thenissey est une gare ferroviaire française de la ligne de Paris-Lyon à Marseille-Saint-Charles, située au bourg centre, sur le territoire de la commune de Thenissey, dans le département de la Côte-d'Or, en région Bourgogne-Franche-Comté.
C'est une halte ferroviaire de la Société nationale des chemins de fer français (SNCF) desservie par des trains du réseau TER Bourgogne-Franche-Comté.

## Situation ferroviaire
Établie à 296 m d'altitude, la gare de Thenissey est située au point kilométrique (PK) 271,171 de la ligne de Paris-Lyon à Marseille-Saint-Charles, entre les gares voyageurs des Laumes - Alésia et de Verrey.

## Fréquentation
De 2015 à 2023, selon les estimations de la SNCF, la fréquentation annuelle de la gare s'élève aux nombres indiqués dans le tableau ci-dessous.
| Année     | 2015  | 2016  | 2017  | 2018  | 2019  | 2020  | 2021  | 2022  | 2023  |
| --------- | ----- | ----- | ----- | ----- | ----- | ----- | ----- | ----- | ----- |
| Voyageurs | 7 543 | 6 434 | 5 167 | 5 561 | 5 014 | 3 006 | 2 697 | 3 923 | 3 477 |

## Service des voyageurs

### Accueil
Halte SNCF, c'est un point d'arrêt non géré (PANG) à accès libre. Un souterrain permet d'accéder au quai.

### Desserte
Thenissey est desservie par des trains du réseau TER Bourgogne-Franche-Comté qui effectuent des missions entre les gares de Dijon-Ville et Les Laumes - Alésia ou Auxerre-Saint-Gervais.

### Intermodalité
Un parc pour les vélos et un parking pour les véhicules sont aménagés.